# Groupe de la Veillée
Le Groupe de La Veillée est une compagnie de théâtre. 
Itinérante pendant plusieurs années dans différents locaux principalement à Montréal, elle s'installe ensuite au Théâtre Prospero dans le quartier Centre-Sud de Montréal en 1984 où elle se situe toujours.

## Historique
Le Groupe de La Veillée est une compagnie de théâtre. Itinérante pendant plusieurs années dans différents locaux à Montréal et dans la région, ayant reçu une subvention du ministère de la Culture en 1984, le Groupe de la Veillée acquiert le théâtre Prospero, un ancien cinéma et une salle de spectacles sur la rue Ontario dans le quartier Centre-Sud de Montréal où il se situe toujours présentement.
Fondé en 1974 par Gabriel Arcand et ses compagnons: Marie Eykel, Julien Poulin, Laurent Rivard, Cristiane Gaudreault, et Alain Lamontagne, la mission du Groupe de la Veillée s'inscrivait dans une vision très différente des compagnies de théâtre expérimentales québécoises. Inspiré par un stage suivi en Pologne auprès de Jerzy Grotowski avec Téo Spychalski, Gabriel Arcand est conquis par leur tradition théâtrale et le Groupe de la Veillée le réinvitera à offrir des ateliers de 1978 à 1981, ce qui teintera abondement les productions,,,.
Les comédiens n'étant pas issus des écoles de formation, le Groupe de La Veillée reste imperméable aux modes et choisit de mettre l'acteur au centre de son travail. Axé au départ, sur le cérémonial plus que la représentation, son travail de création l'emmène à la frange du théâtre. S'inspirant d'œuvres littéraires ou de pièces de théâtre existantes, il les déconstruit au gré de ses inspirations. Le Groupe de La Veillée occupe une place particulière dans le paysage théâtral québécois. Créant des productions visuelles et obscures qui découlent de leur lien avec la culture slave et nord-américaine, les spectacles du  Groupe de la Veillée  inspirent et déconcertent à la fois,.

### Direction artistique
- 1982 à 2010: Téo Spychalski
- 2010 à 2021:  Carmen Jolin
- 2021 à aujourd'hui: Philippe Cyr

## Productions
- 2016: La campagne - texte de: Martin Crimp. Traduction: Guillaume Corbeil. Mise en scène: Jérémie Niel. Avec Delphine Bienvenu, Victoria Diamond, Justin Laramée. Éclairages: Régis Guyonnet. Conception sonore: Francis Rossignol. Soutien à la scénographie: Simon Guilbault. Vidéo: Jérémie Battaglia. Costumes: Fruzsina Lanyi. Au Théâtre Prospéro jusqu’au 22 octobre 2016[6].
- 2017: Don Juan revient de la guerre - texte: Ödön von Horvath. Traduction: Hélène Mauler et René Zahnd. Mise en scène: Florent Siaud. Avec Evelyne de la Chenelière, Kim Despatis, Maxim Gaudette, Marie-France Lambert, Danielle Proulx, Évelyne Rompré et Mylène Saint-Sauveur. Scénographie et costumes: Romain Fabre. Éclairages : Nicolas Descoteaux. Conception sonore: Julien Éclancher. Vidéo: David Ricard. Chorégraphie charleston : Marilyn Daoust. Une production du Groupe de la Veillée. Au Théâtre Prospero jusqu’au 25 mars 2017[7].
- 2017: Je disparais - texte: Arne Lygre. Traduction: Guillaume Corbeil. Mise en scène: Catherine Vidal. Costumes: Marilène Bastien. Scénographie: Catherine Vidal, Marilène Bastien et Pierre Mainville. Éclairages: François Marceau. Son: Francis Rossignol. Avec Larissa Corriveau, James Hyndman, Marie-France Lambert, Marie-Claude Langlois et Macha Limonchik. Une production du Groupe de la Veillée. Au Théâtre Prospero jusqu’au 21 octobre 2017. Au Studio Azrieli du CNA du 1er au 4 novembre 2017[8],[9].